# سميع (إله)
سميع (بخط المسند: ) وجاء مرتين بصيغة المؤنث سميعة ()، هو إله ورد ذكره عشرات المرات في نقوش جنوب الجزيرة العربية، السبئية والمعينية ومرة واحدة في الحضرمية.

### التسمية
يتفق الباحثون على اشتقاق اسمه من الجذر السامي المشترك (س م ع) بمعنى الذي يَسْمَع، مناظراً بذلك اسم (السميع) أحد أسماء الله الحسنى في الإسلام.

### مكان العبادة
اكتشفت البعثة الفرنسية معبداً خارجياً للإله سميع في اليمن، في منطقة المَصْلوب بقرب مدينة نَشَّان (خربة السوداء).